# 碟环慈
碟环慈（学名：Dendrocalamus patellaris）为禾本科牡竹属下的一个种。

## 扩展阅读
- 維基物種上的相關：碟环慈